# Biocarburant
Un biocarburant, ou agrocarburant, est un carburant (combustible liquide ou gazeux) produit à partir de matériaux organiques non fossiles, provenant de la biomasse (c'est le sens du préfixe « bio » dans biocarburant) et qui vient en complément ou en substitution du combustible fossile.
Ceux qui sont produits par la filière agricole sont désignés sous le vocable d'agrocarburant.
Actuellement, deux filières principales coexistent :
- la filière huile et dérivés, comme l'huile végétale carburant, le biogazole (ou biodiesel), mais aussi des graisses animales ou des acides gras divers (algues, etc.) ;
- la filière alcool comme le bioéthanol, à partir de sucres, d'amidon, de cellulose ou de lignine hydrolysées.

D'autres formes moins développées, voire simplement au stade de la recherche, existent aussi : carburant gazeux (biogaz, biométhane, dihydrogène), voire carburant solide (gazogène), etc.
La production mondiale d'agrocarburants s'élève à 4 274 PJ en 2022, en progression de 68 % par rapport à 2010. Les principaux pays producteurs sont les États-Unis (38,1 % du total mondial), le Brésil (21,4 %) et l'Indonésie (9,1 %).
En Europe, depuis juillet 2011, pour être certifié « durable » un biocarburant doit répondre à des « normes de durabilité ».

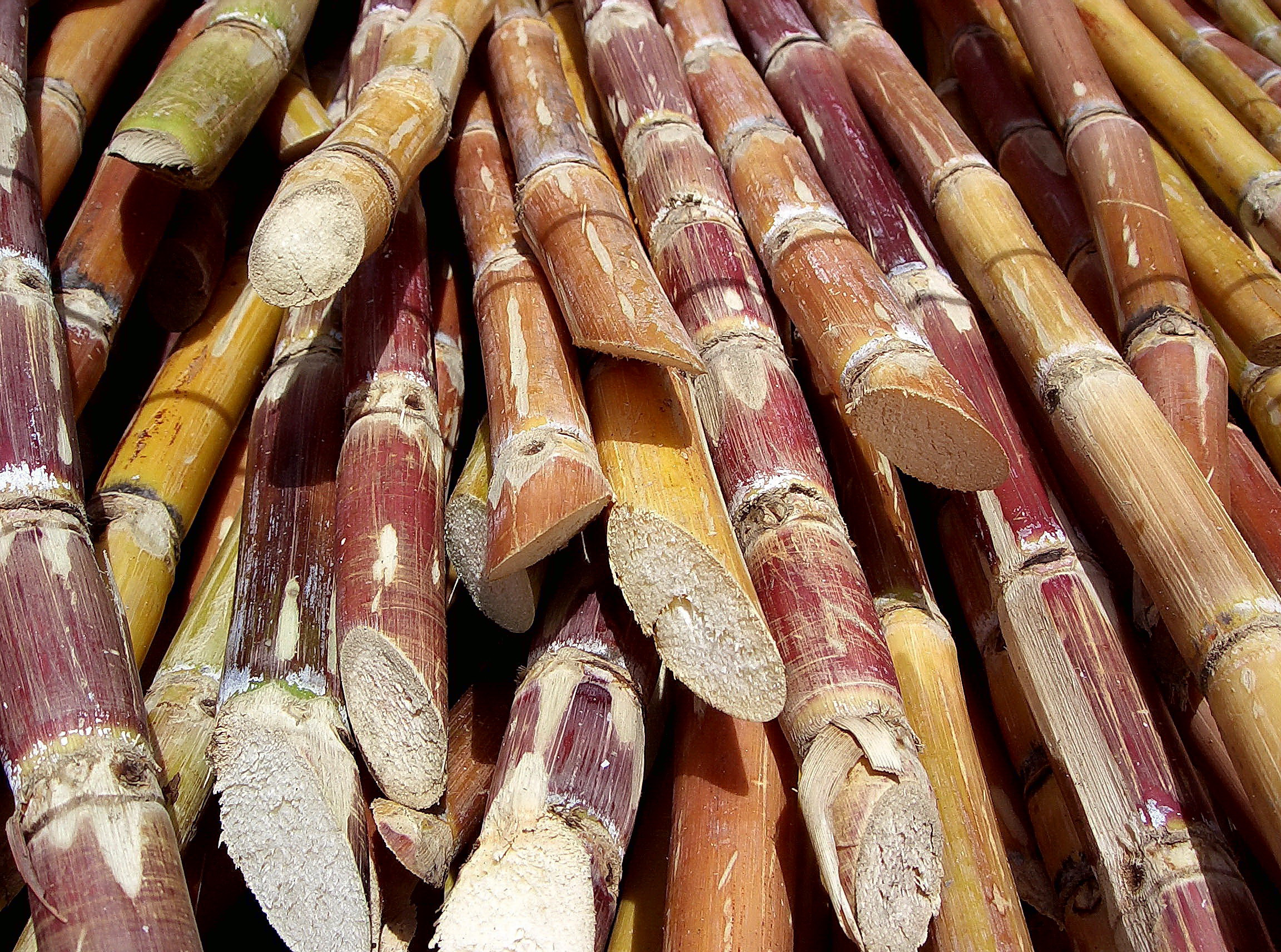
La canne à sucre peut être utilisée pour produire des agrocarburants. Sa culture est source de changement d'occupation des sols.

Le développement des biocarburants est limité par deux facteurs :
- l'un physique, un faible rendement de conversion de l'énergie solaire en biomasse. « Les agrocarburants se situent dans la zone des rendements les plus faibles. Ils sont de fait limités par le rendement de la photosynthèse, qui est très faible (<1 %). La troisième génération, utilisant des algues, restera largement moins efficace que les solutions « électriques » quelles qu'elles soient, notamment l'utilisation de l'énergie solaire »[1] ;
- l'autre politique, la décision d'une transition énergétique vers les véhicules électriques. Décidée pour 2035 en Europe, elle a réduit considérablement l'intérêt des recherches et a conduit à un désengagement des sociétés pétrolières qui finançaient ces projets[2].

## Dénomination
La langue anglaise ne possède qu'un seul terme, biofuel, qui peut être également retrouvé dans des textes francophones.
Plusieurs expressions concurrentes coexistent en langue française.
- « Biocarburant » (formé du grec βιος, « vie, vivant », et de « carburant »[3]) indique que ce carburant est obtenu à partir de matière organique (biomasse), par opposition aux carburants issus de ressources fossiles[4]. L'appellation « biocarburant » a été promue par les industriels de la filière[5] et certains scientifiques. Biocarburant est la dénomination retenue en 2003 par le Parlement européen[6].
- « Agrocarburant » (du latin ager, « le champ »), plus récente (2004)[7], s'applique aux carburants obtenus à partir de biomasse agricole. De facto, elle ne recouvre donc pas les biocarburants de 3e génération, et imparfaitement ceux de 2e génération. Elle est privilégiée par certains scientifiques, une partie de la classe politique française (à sensibilité écologiste) et des médias qui estiment que le préfixe « bio » est associé en France au mode de production de l'agriculture biologique[8] et soupçonnent les industriels de la filière de profiter de l'image positive de celle-ci.
 Depuis le 17 mai 2013, le terme agrocarburant a été retenu par les parlementaires français pour transposer les différentes directives européennes[9].
 En 2007, l'association Bio Suisse demande dans un communiqué de presse à l'Office fédéral de l'agriculture (OFAG) de modifier les textes de lois et l'usage en Suisse pour que ne soit utilisé que le terme « agrocarburant »[10]. « Agrocarburant » est le plus souvent utilisé pour marquer la provenance agricole de ces produits, et la différence avec les produits issus de l'agriculture biologique.
- « Nécrocarburant » est utilisé par certains écologistes, comme le journaliste Fabrice Nicolino, pour dénoncer les risques écologiques et sociaux posés par le développement des agrocarburants[11],[12].
- « Carburant végétal » est utilisée par l'Association pour le développement des carburants agricoles (ADECA)[13].
- « Carburant vert » est parfois appliquée à des carburants contenant une fraction de biocarburant[14].

### Première et deuxième générations
Le Journal officiel de la République française du 19 septembre 2018 définit deux générations de biocarburants :
- la première est constituée d'alcools, d'huiles, d'esters d'huiles ou d'hydrocarbures qui sont obtenus après transformation de produits agricoles destinés habituellement à l'alimentation humaine ou animale (provenant notamment de plantes sucrières, amylacées ou oléagineuses) ; l'équivalent anglais est first-generation biofuel ;
- la deuxième est constituée de composés oxygénés ou d'hydrocarbures obtenus à partir de bois, de cultures spécifiques non destinées à l'alimentation humaine ou animale, de résidus agricoles et forestiers ou de déchets ménagers ; les équivalents anglais sont advanced biofuel et second-generation biofuel.

En 2008, pour Jean-Louis Borloo, alors ministre de l'Écologie : « La position de la France est claire : cap sur la deuxième génération de biocarburants » et « pause sur de nouvelles capacités de production d’origine agricole ».

## Historique
À la naissance de l'industrie automobile, le pétrole et ses dérivés n'étaient pas très utilisés ; c'est donc très naturellement que les motoristes se tournaient, entre autres, vers ce qu'on n'appelait pas encore des biocarburants : Nikolaus Otto, inventeur du moteur à combustion interne, avait conçu celui-ci pour fonctionner avec de l'éthanol. Rudolf Diesel, inventeur du moteur du même nom, faisait tourner ses machines à l'huile d'arachide. Entre 1911 et 1912, il déclarait que « le moteur Diesel peut être alimenté avec des huiles végétales et sera en mesure de contribuer fortement au développement de l'agriculture des pays qui l'utiliseront », prédisant que « l'utilisation d'huiles végétales comme combustible liquide pour moteurs peut sembler insignifiante aujourd'hui », mais que « ces huiles deviendront bientôt aussi importantes que le pétrole et le goudron de charbon ». La Ford T (produite de 1903 à 1926) roulait avec de l'alcool. Henry Ford écrivait en 1906 dans un article de presse « Il y a de l'essence dans toute matière végétale qui peut être fermentée ».
Le 28 février 1923, les efforts d'Édouard Barthe pour la promotion d'un carburant national à base d'alcool de grains sont entérinés par la loi.
Lors des deux guerres mondiales, les gazogènes sont rapidement apparus dans les pays occupés pour parer au manque de gazole ou d'essence.
Au milieu du XXe siècle, le pétrole abondant et bon marché explique un désintérêt des industriels pour les biocarburants. Les premier et deuxième chocs pétroliers (1973 et 1979) les rendirent à nouveau attractifs, pour des questions stratégiques (sécurité d'un approvisionnement en énergie) et économique (réduction de la facture pétrolière, développement d'une industrie nationale dans un contexte de chômage croissant). De nombreuses études furent ainsi menées à la fin des années 1970 et au début des années 1980. Le Brésil engagea un vaste programme de production d'éthanol à partir de canne à sucre, et de conversion de son parc automobile à cette énergie (programme Proalcool (en), décret-loi du 14 novembre 1975, renforcé en 1979).
Aux États-Unis, les travaux du National Renewable Energy Laboratory (US Department of Energy) sur les énergies renouvelables ont commencé dans les années 1970 dans le contexte du pic pétrolier américain. Il est alors apparu indispensable au gouvernement américain de se tourner vers des sources pétrolières étrangères ou de développer d’autres carburants.
Le contre-choc pétrolier de 1986 (baisse des prix du pétrole) ont fait chuter l'enthousiasme pour les biocarburants.
Cependant, durant les années 1980, l'Institut français du pétrole (IFP) se penche sur la transformation des huiles végétales en esters méthylique d'huiles végétale (biogazole). Les tests réalisés révèlent la possibilité d'utiliser du biodiesel en mélange avec le gazole. La mise en place de jachères agricoles dans le cadre de la Politique agricole commune de 1992 est alors perçue par certains comme une occasion pour développer ce type de production. Une première unité industrielle de production de biogazole est ainsi mise en place à Compiègne en 1992[réf. à confirmer],,.
En 2000, une nouvelle hausse du prix du pétrole, la menace du pic pétrolier, la nécessité de lutter contre l'effet de serre (respect des engagements du protocole de Kyoto en 1997), les menaces sur la sécurité d'approvisionnement et enfin et surtout la surproduction agricole ont conduit les gouvernements à multiplier les discours et les promesses d'aides pour le secteur des biocarburants, la filière bénéficiant d’un régime fiscal particulier avec les États qui financent la majeure partie de leur surcoût d’utilisation. Les États-Unis lancent un grand programme de production d'éthanol de maïs. La Commission européenne souhaite que les pays membres incluent au moins 5,75 % de biocarburants dans l'essence, et, à cet effet, les directives adoptées autorisent les subventions et détaxations, ainsi que l'utilisation des jachères à des fins de production d'agrocarburant. Enfin, la Suède vise une indépendance énergétique dès 2020.
En avril 2007, un rapport de l'ONU n'arrive pas à quantifier les avantages et inconvénients de ces produits. Il propose aux décideurs d'encourager leur production et utilisation durable ainsi que celles d'autres « bioénergies »[pas clair], en cherchant à maximiser les bénéfices pour les pauvres et pour l'environnement tout en développant la recherche et le développement pour des usages d'intérêt public,.
En 2007, les demandes de subvention à l'Europe portent sur 2,84 millions d'hectares, alors que le dispositif d'aide de la PAC est prévu (en 2004) pour 2 millions d'hectares consacrés aux agrocarburants. Seuls 70 % de l'aire pourra donc être subventionnée (45 € par hectare – alors qu'on en cultivait 1,23 million d'hectares). Cette subvention pourrait être remise en question par la commissaire européenne à l'agriculture Mariann Fischer Boel car d'après une étude intitulée le « Bilan de santé de la PAC », le prix du pétrole (100 USD le baril en janvier 2008) ne justifierait plus cette aide[réf. incomplète]. Les méthodes et résultats des analyses du cycle de vie des biocarburants et agrocarburants ont fait l'objet de nombreuses controverses.
La révision de la Politique agricole commune appelée « Bilan de Santé de la PAC », intervenue en 2008, supprime l'aide aux cultures énergétiques de 45 €/ha, en 2010.
En Europe, depuis juillet 2011, pour être certifié « durable » un biocarburant doit répondre à des « normes de durabilité », à travers sept mécanismes ou initiatives.
La politique fortement incitative à l’incorporation de biocarburants au sein de l'Union européenne a eu pour résultat que le taux d’énergie renouvelable dans les transports a connu une augmentation régulière, pour atteindre 9,25 % en 2019, soit un pourcentage proche de la cible de 10 % en 2020. Néanmoins, l’utilisation des biocarburants n’a eu pour conséquence qu’une réduction limitée à 4,5 % des émissions de gaz à effet de serre (GES) par rapport à l’usage de carburants uniquement fossiles.

## Technique

### Filières de première génération
Pour utiliser ces carburants dans les moteurs, deux approches sont possibles :
- adapter l'agrocarburant (par transformation chimique pour obtenir du biogazole par exemple) aux moteurs actuels, conçus pour fonctionner avec des dérivés du pétrole ; c’est la stratégie actuellement dominante mais elle n’a pas le meilleur bilan énergétique ni environnemental ;
- adapter le moteur au biocarburant naturel, non transformé chimiquement. Plusieurs sociétés se sont spécialisées dans ces adaptations. La substitution peut être totale ou partielle. Le moteur Elsbett fonctionne par exemple entièrement à l'huile végétale. Cette stratégie permet une production locale et plus décentralisée des carburants, mais nécessite la construction d'une filière entièrement nouvelle.

### Filière huile

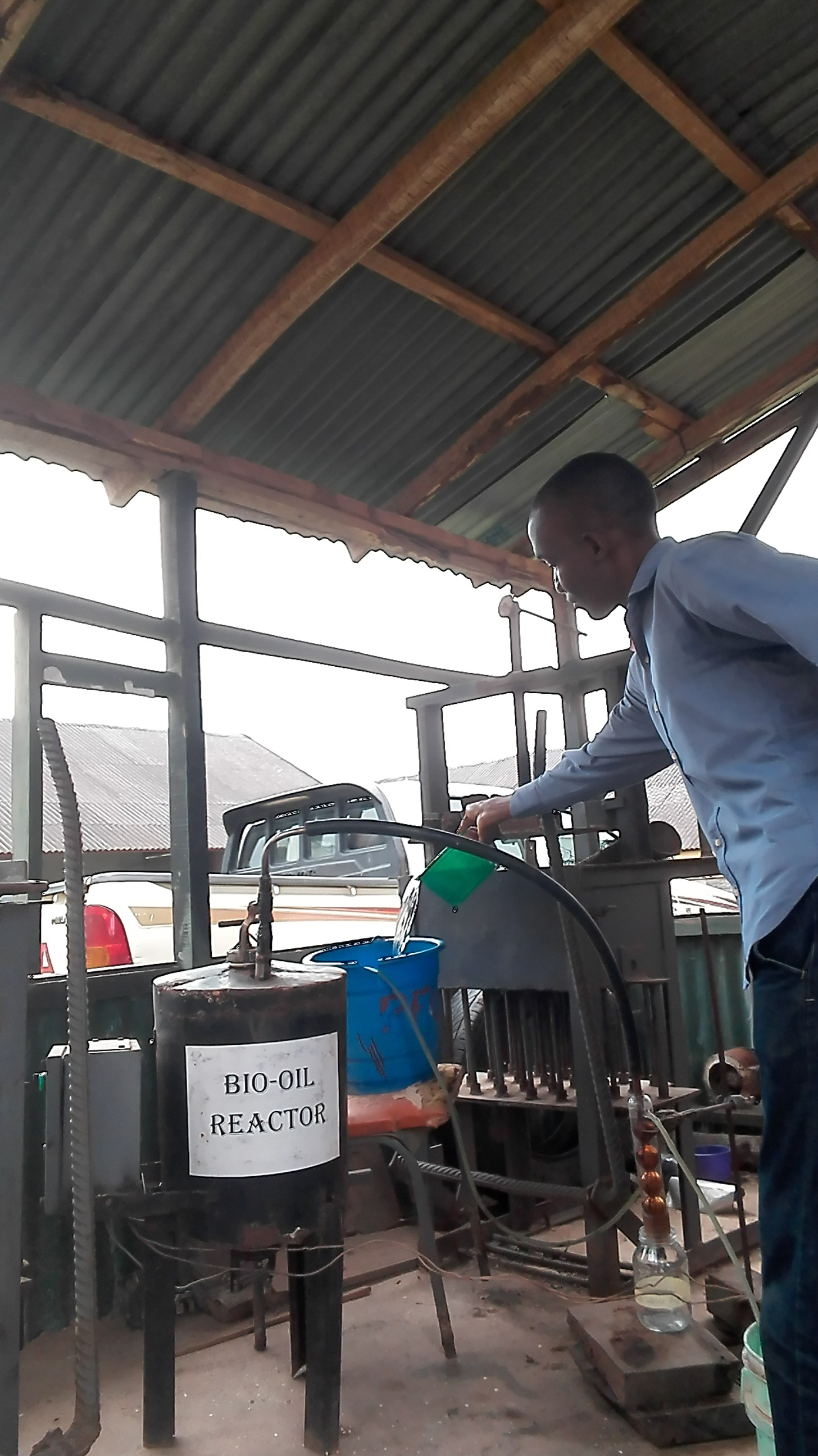
Création d'huile à partir de déchets solides, Nigeria.

De nombreuses espèces végétales sont oléifères comme le palmier à huile, le tournesol, le colza, le jatropha ou le ricin. Les rendements à l'hectare varient d'une espèce à l'autre. L'huile est extraite par pressage (écrasement) à froid, à chaud, voire (pour un coût plus élevé) avec un solvant organique.
Deux grandes voies d'utilisation sont ouvertes :
- l'huile végétale brute (HVB, ou HVP) peut être utilisée directement, dans les moteurs diesels, pure ou en mélange, mais, notamment à cause de sa viscosité relativement élevée, l'utilisation d'une fraction d'huile importante nécessite l'usage d'un moteur adapté ;
- le biogazole (aussi appelé en France diester), obtenu par la transformation des triglycérides qui constituent les huiles végétales ; la transestérification de ces huiles, avec du méthanol ou de l'éthanol, produit des esters d'huile végétale, respectivement méthyliques (EMHV) et éthyliques (EEHV), dont les molécules plus petites peuvent alors être utilisées comme carburant (sans soufre, non toxique et hautement biodégradable) dans les moteurs à allumage par compression.

### Filière alcool

La fermentation éthanolique en allemand.

De nombreuses espèces végétales sont cultivées pour leur sucre : c'est le cas par exemple de la canne à sucre, de la betterave sucrière, du maïs, du blé ou encore dernièrement de l'ulve. Des recherches dans ce cadre portent aussi sur les champignons.
- Le bioéthanol : obtenu par fermentation de sucres (sucres simples, amidon hydrolysé) par des levures du genre Saccharomyces. L'éthanol peut remplacer partiellement ou totalement l'essence. Une petite proportion d'éthanol peut aussi être ajoutée dans du gazole, donnant alors du gazole oxygéné, mais cette pratique est peu fréquente.
- L'éther éthyle tertiobutyle (ETBE) : dérivé (un éther) de l'éthanol. Il est obtenu par réaction entre l'éthanol et l'isobutène et est utilisé comme additif à hauteur de 15 % à l'essence en remplacement du plomb. L'isobutène est obtenu lors du raffinage du pétrole.
- Le biobutanol (ou alcool butylique) : obtenu grâce à la bactérie Clostridium acetobutylicum[35] qui possède un équipement enzymatique lui permettant de transformer les sucres en butanol-1 (fermentation acétonobutylique)[36],[37],[38],[39]. Du dihydrogène, et d'autres molécules sont également produites : acide acétique, acide propionique, acétone, isopropanol et éthanol[40]. Les entreprises BP et DuPont commercialisent actuellement le biobutanol ; il présente de nombreux avantages par rapport à l'éthanol et est de plus en plus souvent évoqué comme biocarburant de substitution à l'heure du pétrole cher. Les unités de production du bioéthanol peuvent être adaptées pour produire le biobutanol[41].
- Le méthanol (ou « alcool de bois ») : obtenu à partir du méthane[42] est aussi utilisable, en remplacement partiel (sous certaines conditions) de l'essence, comme additif dans le gazole, ou, à terme, pour certains types de piles à combustible. Le méthanol est cependant très toxique pour l'homme.

### Autres filières

#### Filière gaz

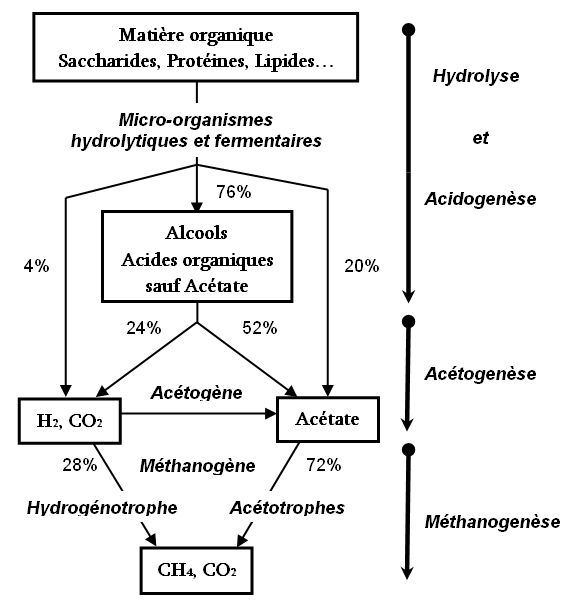
La fermentation méthanique ou méthanisation.

Le biométhane : principal constituant du biogaz issu de la fermentation méthanique (ou méthanisation) de matières organiques animales ou végétales riches en sucres (amidon, cellulose, plus difficilement les résidus ligneux) par des microorganismes méthanogènes qui vivent dans des milieux anaérobies. Les principales sources sont les boues des stations d'épuration, les lisiers d'élevages, les effluents des industries agroalimentaires et les déchets ménagers. Les gaz issus de la fermentation sont composés de 65 % de méthane, 34 % de CO2 et 1 % d'autres gaz dont le sulfure d'hydrogène et le diazote. Le méthane est un gaz pouvant se substituer au gaz naturel (ce dernier est composé de plus de 95 % de méthane). Il peut être utilisé soit dans des moteurs à allumage commandé (technologie moteurs à essence) soit dans des moteurs dits dual-fuel. Il s'agit de moteurs Diesel alimentés en majorité par du méthane ou biogaz et pour lesquels la combustion est assurée par un léger apport de biogazole/huile ou gazole. Lorsqu'il est produit à petite ou moyenne échelle, le méthane est difficile à stocker. Il doit être donc être exploité sur place, en alimentation d'un groupe électrogène par exemple.
Une autre possibilité qui est développée en Europe et aux États-Unis est son épuration aux normes du gaz naturel, pour qu'il puisse être injecté dans les réseaux de gaz naturel et ainsi s'y substituer en petite partie pour les utilisations traditionnelles qui en sont faites. Le rendement énergétique de cette filière biocarburant est actuellement bien meilleur que les autres et le rendement est techniquement plus simple, mais elle est très peu médiatisée en France.
Un gaz naturel de synthèse issu du bois : fin juin 2009, a été inaugurée une centrale de production d'un gaz naturel de synthèse (GNS) obtenu à partir de copeaux de bois par un procédé appelé méthanation. Ce gaz bio, très prometteur, est de meilleure qualité que le gaz naturel fossile (il est constitué à 98 % de méthane).
Le dihydrogène (biohydrogène) : le reformage du biométhane permet de produire du dihydrogène. Ce dernier peut également être produit par voie bactérienne ou microalgale,,,.

#### Filière charbon de bois (biocarburant solide)
Le charbon de bois est obtenu par pyrolyse du bois, de la paille ou d'autres matières organiques. Un ingénieur indien a développé un procédé permettant de pyrolyser les feuilles de cannes à sucre[réf. nécessaire], feuilles qui ne sont presque jamais valorisées actuellement.

#### Autres
- La filière BTL (ou Biomass to liquid) permet d'obtenir des carburants grâce au procédé Fischer-Tropsch[48].
- Le gazogène : inventé par Georges Imbert (1884-1950), le gazogène est un système qui peut remplacer l'essence dans les moteurs à combustion interne par des carburants solides gazéifiés, dont le bois.

### Filières de deuxième génération

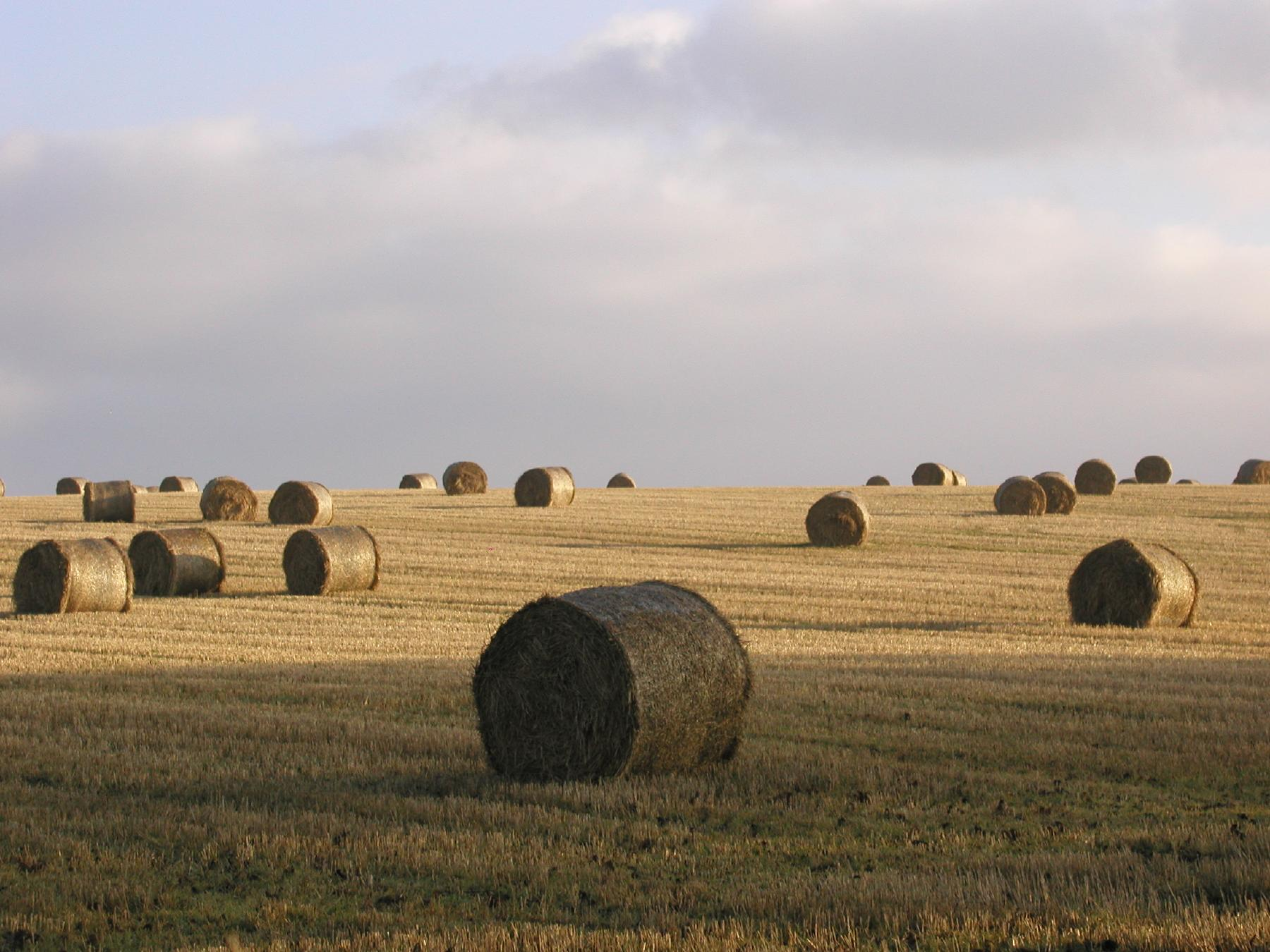
D'intenses recherches sont en cours afin de transformer la lignine et la cellulose des végétaux (paille, bois, déchets divers) en alcool ou en gaz (filière lignocellulosique-biocombustible), au risque de priver les sols d'une source de matières organiques utile à leur régénération.

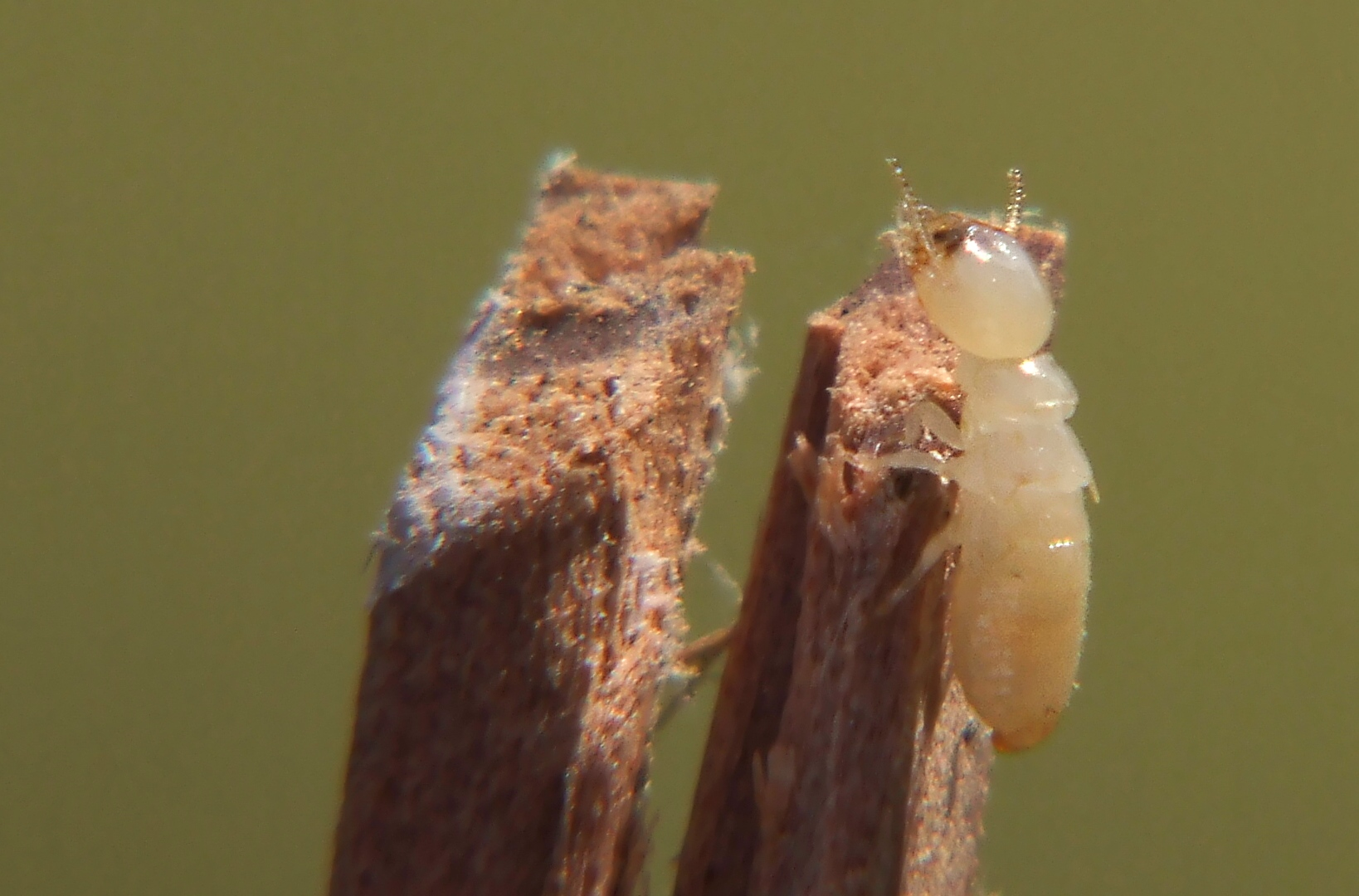
Le tube digestif des termites abrite des bactéries capables de transformer efficacement et économiquement certains déchets de bois en sucres pour la production d'éthanol.

Les nouvelles filières dites de deuxième génération regroupent un ensemble de techniques permettant d'exploiter l'éthanol cellulosique, et plus généralement ayant recours à des plantes non comestibles. Certaines de ces techniques permettent de réduire la concurrence avec l'agriculture à vocation alimentaire, notamment quand elles reposent sur l'utilisation de résidus agricoles qui ne seraient pas valorisés sinon.
- La transformation de la lignine et de la cellulose (du bois, de la paille) en alcool ou en gaz (filière lignocellulosique-biocombustible[49],[50]) fait l'objet d'intenses recherches dans le monde entier. Les technologies de la transformation de la cellulose (la macromolécule la plus commune sur terre) sont complexes, allant de la dégradation enzymatique à la gazéification. Des entreprises canadiennes (comme Iogen[51]), américaines (Broin Co.) et deux universités suédoises (usine pilote d'Örnsköldsvik[52]) passent actuellement à la phase de production industrielle d'éthanol cellulosique. Un problème est que l'utilisation des pailles prive encore les sols agricoles de la matière organique dont ils manquent déjà.
- La transformation de la cellulose des déchets végétaux en biogazole par des bactéries[53] est également une voie de recherche.
- En France, le « projet futurol » est lancé en 2008, avec pour ambition de constituer une véritable filière éthanol deuxième génération. Les axes majeurs de ce projet servent de fils conducteurs à la R&D s'appuyant sur une installation pilote puis sur un prototype : une filière et un procédé « durables » permettant d'obtenir les meilleurs bilans énergétiques et GES possibles, sur l'ensemble du processus, du champ à la roue ; un pilote flexible (multi matières premières) ; un procédé économiquement pertinent (innovations et optimisations de procédés)[54].
- Selon le directeur du Programme des Nations unies pour l'environnement, les termites possèdent des bactéries capables de transformer « de manière efficace et économique les déchets de bois en sucres pour la production d'éthanol »[55]. Les enzymes trouvées dans le tube digestif des termites et produites par ces bactéries symbiotiques sont en effet capables de convertir le bois en sucre en 24 h[56]. Les microorganismes du rumen de bovin peuvent également être utilisés. Le potentiel de la filière cellulosique est énorme et les technologies évoluent rapidement.
- La fermentation des sucres (provenant directement de plantes comme la canne à sucre, de la betterave sucrière, de l'hydrolyse de l'amidon du blé, du maïs, ou encore de l'hydrolyse de la cellulose, présente dans le bois, ainsi que les tiges et les feuilles de tous types de végétaux) en éthanol génère de grandes quantités de CO2 (à concentration élevée) qui peuvent nourrir les microalgues. La production de 50 litres d'éthanol par fermentation alcoolique s'accompagne de la production de 15 litres de CO2[réf. nécessaire]. En ce qui concerne la filière huile, les tourteaux obtenus après extraction de l'huile végétale (Jatropha curcas, karanj, saijan, tournesol, colza, etc.) peuvent servir à produire du biogaz (méthane). Le méthane peut alimenter une centrale thermique (production d'électricité) et le CO2 libéré peut aussi nourrir les microalgues. Le bilan carbone global et le caractère durable de la filière dépendent donc de la source de CO2 utilisée. Le couplage filière éthanol cellulosique - filière microalgue est une voie d'avenir dans la perspective d'un développement durable[réf. nécessaire]. À noter que la croissance des microalgues est bien entendu possible dans les conditions atmosphériques actuelles (concentration en CO2 de 380 ppm), mais les rendements sont alors beaucoup plus faibles.

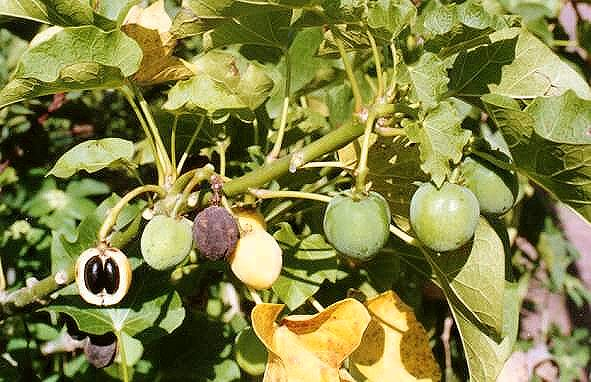
Fruits de Jatropha curcas.

- Jatropha curcas. Il existe des plantes qui poussent en zone aride. C'est le cas par exemple de Jatropha curcas, qui produit en moyenne 400 à 500 litres d'huile par hectare et par an[57]. Sa culture (réalisée de manière écoresponsable) permet idéalement de lutter contre la désertification. À l'occasion du Sommet Biocarburants de 2007[58] qui s'est tenu à Madrid, Winfried Rijssenbeek (de l'entreprise RR Energy qui a investi dans les biocarburants)[59] a fait la promotion des qualités de cette euphorbiacée : « Cette plante, qui produit des graines oléagineuses, est une alternative intéressante aux palmiers à huile et au soja pour le sud. En premier lieu parce qu'elle n'est pas comestible et donc n'entre pas en concurrence avec le secteur alimentaire. Autre avantage, Jatropha curcas peut être cultivée sur des sols difficiles, impropres aux autres cultures et permet de lutter contre la désertification »[60]. Mais ces plantes sont des êtres vivants comme les autres et ne font pas de miracles : sans apports d'eau réguliers, les rendements sont extrêmement faibles, non rentables. Cette conclusion logique a été confirmée, par exemple, par des expériences, il y a plusieurs années, en zone aride, avec la variété mexicaine de Jatropha curcas, par des ingénieurs agronomes mexicains[réf. nécessaire]. Or l'eau est une ressource précieuse en zone aride…
- Pongamia pinnata (ou Karanj) est un arbre à croissance rapide, fixateur d'azote, très résistant à la sécheresse, qui pousse en plein soleil, sur des sols difficiles, même sur des sols salés, et producteur d'huile. L'Inde, qui souhaite mélanger 20 % de biocarburants dans les carburants traditionnels en 2017[61], encourage actuellement fortement la plantation de cet arbre (ainsi que de l'arbuste Jatropha curcas) dans les zones impropres aux cultures traditionnelles, ceci dans l'optique de produire de l'huile végétale. Les rendements moyens sont, d'après certains auteurs et dans les meilleures conditions, de 5 tonnes de graines par ha et par an (1,7 tonne d'huile et 5,3 tonnes de tourteaux) la dixième année.
- D'autres espèces oléifères cultivables en zone aride offrent également des perspectives intéressantes : Madhuca longifolia (Mahua) - Moringa oleifera (Saijan) - Cleome viscosa, etc.

La polyculture (association de plusieurs espèces) est de loin préférable d'un point de vue environnemental aux monocultures. On peut ainsi envisager de planter des forêts où se mélangent Mahua, Saijan, Karanj ainsi que d'autres essences utiles aux populations locales.
Le bilan énergétique, ainsi que le bilan carbone, est en général meilleur quand on adapte le moteur à l'huile végétale pure (moteur Elsbett, par exemple) plutôt que d'adapter l'huile végétale (transformation chimique en biogazole, processus lourd) à des moteurs conçus pour fonctionner avec des dérivés du pétrole.
Une équipe de l'université du Wisconsin dirigée par James Dumesic a exposé en juin 2007 dans la revue Nature un nouveau procédé de transformation de l'amidon afin de produire un nouveau carburant liquide, le diméthylfurane. Ses propriétés semblent plus avantageuses que celles de l'éthanol.

#### Application dans l'aviation
Des biocarburants dits de deuxième génération sont développés pour se substituer, au moins partiellement, au kérosène.
Un premier vol d'essais a eu lieu le 30 décembre 2008 sur un Boeing 747-400 d'Air New Zealand dont un des réacteurs RB 211 a été alimenté avec 50 % de Jet-A1 et 50 % de carburant à base de Jatropha curcas.
Le deuxième vol d'essai le 7 janvier 2009 sur un Boeing 737-800 de Continental Airlines dont un des moteurs CFM56-7B a été alimenté par un mélange de moitié de kérosène traditionnel et pour moitié d'huiles de jatropha et d'algues. À chaque fois, les mélanges se sont comportés sans altérer le fonctionnement des moteurs, sinon une légère baisse de consommation de 1 à 2 %.
Un troisième essai est prévu le 30 janvier 2009 avec un Boeing 747-300 de Japan Airlines équipé de moteurs Pratt & Wittney JT9D, dont un alimenté avec un mélange de 50 % de kérosène et 50 % d'huile de cameline (« lin bâtard »), de jatropha et d'algues. L'objectif est d'obtenir la certification de ces mélanges en 2010 et de biocarburants purs en 2013. Le carburant à base de jatropha présente un point d'éclair à 46 °C, contre 38 °C pour le Jet-A1, avec une énergie de 44,3 MJ/kg (contre 42,8 MJ/kg pour le Jet-A1), son principal avantage étant d'émettre 75 % de gaz carbonique de moins que le kérosène sur l'ensemble de son cycle de vie (incluant le CO2 absorbé par les plantes dans leur croissance), pour un prix de revient de 80 $ le baril.

### Carburants de troisième génération (algocarburant)

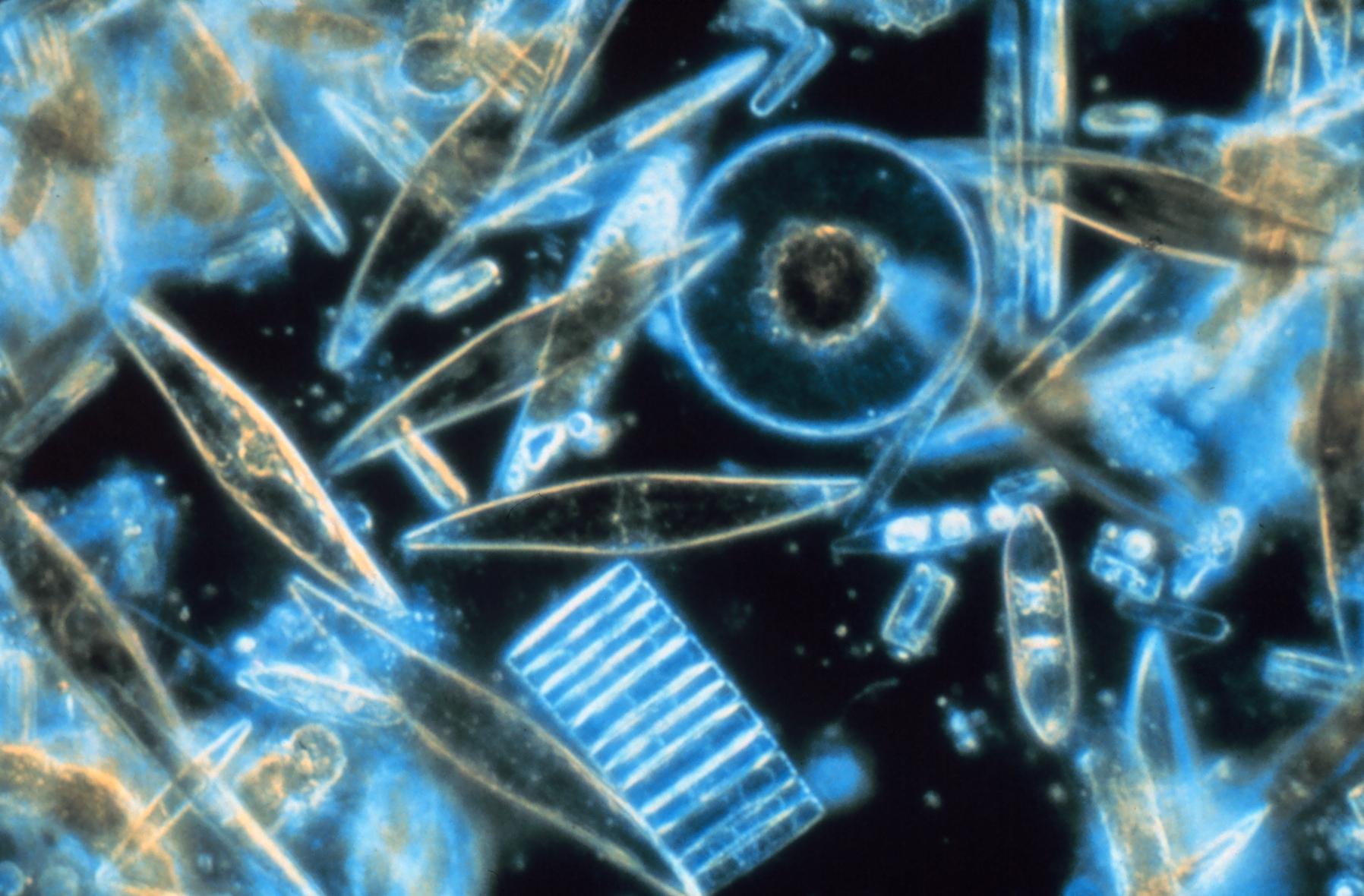
Il existe environ 100000 espèces de diatomées (microalgues) connues dans le monde — plus de 400 nouveaux taxons sont décrits chaque année. Certaines espèces sont particulièrement riches en huile.

Les carburants de troisième génération sont produits à partir d'algues, par exemple dans un photobioréacteur, d'où leur nom d'algocarburants.
C'est probablement à partir des cultures de microalgues,,, (dont cyanophycées), d'un point de vue théorique 30 à 100 fois plus efficaces que les oléagineux terrestres d'après certains auteurs (10 à 20 fois plus qu'avec le colza ou le tournesol selon le CEA qui au centre de Cadarache (« Héliobiotec » et sa « banque » de microalgues et de cyanobactéries) cherche depuis le début des années 2000 à sélectionner les organismes les plus prometteurs), que des biocarburants pourront être produits avec les meilleurs rendements, rendant ainsi envisageable une production de masse (par exemple pour l'aviation), sans déforestation massive ni concurrence avec les cultures alimentaires. Pour obtenir un rendement optimal en huile, la croissance des microalgues doit s'effectuer avec une concentration en CO2 d'environ 13 %. Ceci est possible à un coût très faible grâce à un couplage avec une source de CO2, par exemple une centrale électrique thermique ou une chaudière brûlant du charbon, du gaz naturel ou du biogaz, une unité de fermentation alcoolique, une cimenterie ou papeterie, etc. La culture de microalgues dans des bassins ouverts est aussi expérimentée dans des fermes d'algues au Nouveau-Mexique et dans le Néguev.
Par exemple, Ulva lactuca, une laitue de mer ou ulve, a fait l'objet d'essais au Danemark, réalisés par Michael Bo Rasmussen à l'université d'Aarhus. L'idée d'utiliser la côte paraît intéressante dans ce pays.
Cependant, d'importants défis subsistent :
- à 10 € le litre soit 1 590 € le baril, hors taxes, selon l'équipe Shamash[73] et selon « Seed Science Ltd »[74], l'huile de microalgue est très loin d'être compétitive sur le marché ;
- la culture de microalgues requiert de très importants apports en engrais et en substances chimiques afin d'inhiber la croissance des bactéries et autres microorganismes qui ont tendance à envahir les bioréacteurs ou les bassins ;
- certaines équipes qui travaillent sur le sujet utilisent des OGM[réf. nécessaire], technique que certaines populations rejettent encore[réf. souhaitée].
- aucune étude d'impact environnemental de ces cultures n'a été réalisée à ce jour[Quand ?] ;
- le rendement de conversion de l'énergie solaire en biomasse par les microalgues est meilleur qu'avec les cultures terrestres mais reste très faible, de l'ordre de 1,5 %, soit dix fois moins que le rendement de conversion de l'énergie solaire en électricité via le solaire photovoltaïque ou thermodynamique (15 %). Comme souligné dans le rapport « Agrocarburants et Environnement » publié fin 2008 par le ministère de l'Écologie, « les agrocarburants se situent dans la zone des rendements les plus faibles. Ils sont de fait limités par le rendement de la photosynthèse, qui est très faible (<1 %). La troisième génération, utilisant des algues, restera largement moins efficace que les solutions « électriques » quelles qu'elles soient, notamment l'utilisation de l'énergie solaire »[1]. Pour rappel la combustion du carburant microalgal dans un moteur thermique (comme pour n'importe quel carburant) s'accompagne de pertes très importantes (80 % de pertes en cycle d'usage ordinaire).

Malgré ces défis, certaines entreprises continuent leurs recherches dans ce secteur. En France, la start-up Neomerys a pour objectif de faire baisser le prix du litre à 2 €. Au Japon, en 2015, la société Euglena (entreprise) a permis à des bus de rouler avec du carburant composé de 1 % d'euglena, une microalgue. L'entreprise a pour objectif de produire du biocarburant composé partiellement d'euglena destiné à des avions lors des Jeux olympiques d'été de 2020.

### Carburants de quatrième génération
La quatrième génération de biocarburant est un champ de bioingénierie en développement dans les années 2020, qui a pour objectif l'utilisation de micro-organismes génétiquement modifiés dans l’objectif d’améliorer le rendement de production des biocarburants des générations précédentes. Les micro-organismes envisagés, comme les microalgues ou les cyanobactéries, pourraient être adaptés afin d’augmenter leur vitesse de croissance, leur taux de captation de CO2 ou leur teneur en lipides, ce qui permettrait d’augmenter la quantité de biomasse et la production de biocarburant.
Il manque encore passablement de recherche quant aux risques environnementaux que pourraient poser la dispersion de ces organismes.

## Bilan et analyses

### Statistiques de production et consommation

#### Monde
| Pays       | 1990  | 2000  | 2010    | 2015    | 2016    | 2017    | 2018    | 2019    | 2020    | 2021    | 2022    | % 2022 | var.2022 /2010 |
| ---------- | ----- | ----- | ------- | ------- | ------- | ------- | ------- | ------- | ------- | ------- | ------- | ------ | -------------- |
| États-Unis | 60,2  | 130,7 | 1 114,2 | 1 372,4 | 1 467,5 | 1 515,2 | 1 566,2 | 1 547,7 | 1 416,4 | 1 530,7 | 1 626,6 | 38,1 % | +46 %          |
| Brésil     | 246,6 | 234,1 | 683,8   | 788,1   | 741,6   | 745,4   | 895,8   | 957,8   | 919,8   | 874,4   | 914,5   | 21,4 % | +34 %          |
| Indonésie  | -     | -     | 8,1     | 53,3    | 120,3   | 112,4   | 203,0   | 276,5   | 282,9   | 337,1   | 389,6   | 9,1 %  | +4732 %        |
| Chine      | -     | -     | 64,0    | 89,8    | 86,3    | 70,25   | 97,4    | 119,1   | 126,1   | 129,6   | 148,4   | 3,5 %  | +132 %         |
| Allemagne  | -     | 9,3   | 131,2   | 132,6   | 134,1   | 136,9   | 140,6   | 146,9   | 141,0   | 146,6   | 137,7   | 3,2 %  | +5 %           |
| Argentine  | -     | 0,2   | 71,6    | 84,5    | 118,0   | 130,4   | 114,1   | 102,8   | 60,3    | 89,0    | 99,4    | 2,3 %  | +39 %          |
| Inde       | -     | 3,6   | 7,6     | 21,7    | 26,4    | 24,2    | 41,4    | 46,7    | 51,6    | 77,9    | 96,9    | 2,3 %  | +1171 %        |
| Pays-Bas   | -     | -     | 16,2    | 71,3    | 63,5    | 82,4    | 79,1    | 83,9    | 83,5    | 86,6    | 86,8    | 2,0 %  | +434 %         |
| Thaïlande  | -     | -     | 34,9    | 81,3    | 72,9    | 80,8    | 88,4    | 98,9    | 99,6    | 88,1    | 80,6    | 1,9 %  | +131 %         |
| France     | -     | 13,6  | 94,9    | 110,5   | 101,1   | 98,5    | 111,6   | 103,5   | 96,8    | 80,9    | 78,1    | 1,8 %  | -18 %          |
| Monde      | 312   | 404   | 2 542   | 3 265   | 3 389   | 3 496   | 3 890   | 4 103   | 3 858   | 4 038   | 4 274   | 100 %  | +68 %          |

La part des carburants alternatifs à l'essence et au gazole pétroliers s’élève à 7,7 % des carburants consommés en 2018, soit 163,4 Mtep. La production mondiale de biocarburants a été multipliée par neuf entre 2000 et 2019, tandis que la production annuelle mondiale de pétrole s’est accrue de 29 % sur la même période.
En 2010, environ 43 % de la consommation mondiale de pétrole a concerné le secteur des transports routiers, sous forme d'essence et de gazole, représentant un total d'environ 1,77 Gtep (milliards de tonnes équivalent pétrole). La filière biocarburants actuelle correspond à environ 57 Mtep (millions de tonnes équivalent pétrole), soit 3,1 % de la consommation mondiale des transports routiers ; le bioéthanol en représente environ 75 % et le biodiesel 25 %.
| Continent        | 2009  | 2010  | 2011  |
| ---------------- | ----- | ----- | ----- |
| Europe           | 2,35  | 2,87  | 2,98  |
| Amérique du Nord | 20,74 | 25,07 | 25,77 |
| Amérique latine  | 11,48 | 12,49 | 10,83 |
| Asie-Pacifique   | 1,48  | 1,75  | 1,94  |
| Afrique          | 0,05  | 0,07  | 0,05  |
| Monde            | 36,04 | 42,25 | 41,57 |

Le bioéthanol est majoritairement consommé en Amérique du Nord et en Amérique latine, notamment aux États-Unis (24,6 Mtep) et au Brésil (10,5 Mtep). En Europe, l'Allemagne reste de loin le premier consommateur (0,79 Mtep), suivie de la France et du Royaume-Uni. Ces consommations s'appuient sur des réglementations rendant obligatoire leur incorporation dans les carburants.
Les plus gros consommateurs en sont aussi les principaux producteurs, à savoir les États-Unis : près de 26,7 Mtep, et le Brésil : 11,1 Mtep en 2011.
| Continent        | 2009 | 2010 | 2011 |
| ---------------- | ---- | ---- | ---- |
| Europe           | 2,4  | 3,0  | 3,3  |
| Amérique du Nord | 4,5  | 5,4  | 5,6  |
| Amérique latine  | 17,0 | 17,7 | 14,9 |
| Asie-Pacifique   | 0,6  | 0,7  | 0,8  |
| Afrique          | 0,2  | 0,2  | 0,1  |
| Monde            | 3,7  | 4,3  | 4,2  |

L'Amérique latine, et principalement le Brésil, détient toujours de loin le taux d'incorporation le plus élevé via notamment une flotte importante de véhicules adaptés (FlexFuel Vehicle). Pour la première fois depuis au moins 2005, le Brésil a vu en 2011 son taux d'incorporation d'éthanol reculer, du fait d'une mauvaise saison de récolte de la canne à sucre. En 2011, on peut également noter un ralentissement de la progression des taux d'incorporation en Europe (cette tendance est similaire en 2012) et en Amérique du Nord par rapport aux périodes précédentes.
| Continent        | 2009  | 2010  | 2011  |
| ---------------- | ----- | ----- | ----- |
| Europe           | 9,36  | 10,72 | 10,84 |
| Amérique du Nord | 1,01  | 0,75  | 2,68  |
| Amérique latine  | 1,23  | 2,47  | 2,94  |
| Asie-Pacifique   | 0,68  | 0,82  | 0,73  |
| Afrique          | 0     | 0     | 0     |
| Monde            | 12,28 | 14,76 | 17,20 |

Le biodiesel EMHV est produit et consommé majoritairement en Europe (principalement à partir de colza), où la consommation a faiblement augmenté entre 2010 et 2011, mais connaît une inversion de tendance en 2012, par comparaison aux années précédentes. Le Royaume-Uni, la Pologne (en 2012) et, dans une moindre mesure, l'Allemagne et l'Italie, sont les principaux pays touchés par cette évolution. L'Espagne, et dans une moindre mesure la France, continuent quant à elles leur progression.
la production de biodiesel EMHV en Amérique latine (essentiellement à base de soja), elle est largement dominée par l'Argentine et le Brésil : 89 % de la production en 2010, et plus de 97 % en 2011. Son augmentation est liée à une augmentation conséquente de la production en Argentine : + 25 % entre 2010 et 2011 (contre + 11 % au Brésil) avec une orientation forte vers l'exportation.
En 2011, la consommation et la production d'HVO (huiles végétales hydrogénées ou Hydrotreated Vegetables Oils - HVO) dans le monde sont encore faibles en comparaison de celles du biodiesel EMHV : moins de 1 Mtep (million de tonnes équivalent pétrole) consommées et produites par an. La production d'HVO ne concerne encore que peu de pays : les Pays-Bas, Singapour et la Finlande.
| Continent        | 2009 | 2010 | 2011 |
| ---------------- | ---- | ---- | ---- |
| Europe           | 4,8  | 5,4  | 5,4  |
| Amérique du Nord | 0,5  | 0,4  | 1,4  |
| Amérique latine  | 2,1  | 4,2  | 4,9  |
| Asie-Pacifique   | 0,2  | 0,2  | 0,2  |
| Afrique          | 0    | 0    | 0    |
| Monde            | 1,0  | 1,2  | 1,4  |

En Europe, 2011 est la première année pour laquelle le taux d'incorporation effectif du biodiesel EMHV n’a pas augmenté. Cela peut s'expliquer par des perspectives à la baisse décidée ou annoncée dans les objectifs nationaux et européens de taux d'incorporation d'énergies renouvelables dans les transports. En effet, le projet de la Commission européenne de plafonnement des biocarburants de 1re génération (G1) entre 5 et 7 % ne constitue pas un contexte très favorable au développement de la filière en Europe. À l'échelle européenne, le premier consommateur de biodiesel est devenu, en 2012, la France (2,3 Mtep) juste devant l'Allemagne (2,2 Mtep), suivies de l'Espagne (1,7 Mtep) et de l'Italie (1,3 Mtep). La Pologne reste depuis 2011 devant le Royaume-Uni, respectivement 5e et 6e consommateurs européens.
Les États-Unis sont, depuis 2010, exportateur net de bioéthanol. En 2011, les exportations d'éthanol américain ont d'ailleurs atteint des records, du fait de mauvaises récoltes de canne à sucre au Brésil. Ainsi, le Brésil a été destinataire d'un tiers des exportations d'éthanol américain et les États-Unis sont devenus 1er exportateur de bioéthanol en 2011. En 2012, le Brésil a instauré une taxe spécifique à l'importation d'éthanol des États-Unis, de façon à assurer le retour vers une valorisation prioritaire de la production locale d'éthanol. En 2012, les États-Unis et le Brésil sont quasiment au même niveau d'exportation, mais en 2013 la situation s'est rétablie et le Brésil domine à nouveau le marché de l'exportation de bioéthanol.
L'Europe importe majoritairement du biodiesel, malgré des capacités de production non exploitées ; ces importations proviennent notamment d'Argentine (plus de 50 %), d'Indonésie (39 %) et des États-Unis (moins de 5 %). Elles sont liées essentiellement aux prix cassés pratiqués par les pays exportateurs (principalement vers l'Espagne, l'Italie et les Pays-Bas), comme l'Argentine et l'Indonésie. En effet, ces deux pays ont mis en place un système de taxes différentielles à l'exportation sur le biodiesel, entre 2010 et 2012, de 10 à 15 % inférieures à celles sur les matières premières correspondantes à la production de ce biodiesel. Ces pratiques ont abouti à des contentieux internationaux et la Commission européenne a institué en mai 2013, pour une durée de six mois, un droit anti-dumping, confirmé mi-novembre 2013. Le Conseil européen a également imposé début 2013 une taxe anti-dumping (62,9 €/t) sur les importations d'éthanol en provenance des États-Unis (0,6 Mt en 2012).
L'Amérique du Nord dispose de loin de la plus grosse capacité de production d'éthanol G1 dans le monde (43 Mt/an pour 211 usines en fonctionnement), à partir d'unités de production ayant des capacités moyennes bien plus élevées qu'en Amérique latine (22 Mt/an, 346 usines), où le nombre d'unités est nettement supérieur. La zone Asie-Pacifique dispose du plus grand nombre d'unités biodiesel (209 usines, 15 Mt/an), mais de capacité moyenne moins importante qu'en Europe (206 usines, 16 Mt/an). Environ 250 unités de production existantes dans le monde sont à l'arrêt. La moitié de ces unités est située aux États-Unis. Dans le monde, il existerait encore actuellement environ 350 projets d'unités de production de biodiesel et d'éthanol G1, en construction ou en projet, dont environ deux tiers se situeraient dans la zone Asie-Pacifique, où les politiques d'incitation aux filières G1 sont encore actives ; très peu d'unités sont prévues sur le continent européen.
Les biocarburants G2, à savoir principalement l'éthanol lignocellulosique (éthanol G2) et le BtL (biodiesel/biojet G2), sont des biocarburants issus de biomasse agricole non alimentaire ou de biomasse forestière/d'industrie du bois. Les unités existantes sont surtout des unités pilotes et des démonstrateurs, mais en 2013 une unité américaine et une italienne ont effectué leur démarrage commercial ; plusieurs autres doivent démarrer en 2014. Les biocarburants avancés issus de biomasse algale qualifiés G3 sont quant à eux toujours en phase de R&D.
La part des surfaces de production agricole destinée à la production de biocarburants est en progression : les surfaces de soja et de palme ont observé les plus nettes hausses, en passant respectivement de 9,4 % à 13,7 %, et de 5,8 % à 8 % des surfaces totales en culture entre 2009 et 2011. Aux États-Unis, le maïs destiné à l'éthanol représente 40 % des surfaces totales cultivées en maïs. Au Brésil, la part des surfaces destinées à l'éthanol dans la canne à sucre est en baisse en 2011 : -17 %. En Europe, la production de biodiesel mobilise 5,5 millions d'hectares, soit 62,4 % des surfaces cultivées en colza, contre 8,2 Mha, soit 24,3 % au niveau mondial. En France, la proportion de surfaces cultivées en colza et tournesol en vue d'une transformation énergétique atteint 65 % (presque 1,5 million d'hectares), et est probablement proche d'avoir atteint sa limite. Cette saturation à l'échelle européenne favorise le développement rapide de l'utilisation d’huiles usagées et de graisses animales.

#### France
Le carburant SP95-E10, contenant jusqu'à 10 % de bioéthanol produit à partir du sucre des betteraves ou de l'amidon des céréales, représente en 2019 la moitié des ventes d'essence dans les stations françaises, contre 25 % pour le SP95, 21 % pour le SP98 et 4 % pour le superéthanol. La France produit 12 millions d'hectolitres de bioéthanol par an, en consomme 10 millions d'hectolitres et exporte le reste.
Le 22 juillet 2022, lors de l’examen de la loi sur le pouvoir d’achat à l’Assemblée nationale, le député Europe Écologie Les Verts Julien Bayou dépose un amendement pour autoriser l’usage de l’huile de friture usagée comme carburant ; cet amendement est voté, avec le soutien du gouvernement. L’huile usagée sera intégrée dans le gazole, après avoir été filtrée. Selon l’amendement écologiste, dix litres d’huiles usagées bien retraitées peuvent donner huit litres d'un carburant dont les rejets de gaz à effet de serre sont jusqu’à 90 % inférieurs à ceux d’un Diesel classique,.
En août 2022, Hy2Gen annonce le lancement en septembre de la concertation publique du projet Hynovera sur le site de l'ancienne centrale à charbon de Provence à Meyreuil (Bouches-du-Rhône). L'installation gazéifiera à très haute température les déchets forestiers et les résidus agricoles produits dans la région pour transformer cette biomasse en gaz de synthèse enrichi avec de l'hydrogène, puis en hydrocarbures liquides. Elle produira chaque jour, à partir de 500 tonnes de biomasse, 50 000 litres de carburant aérien durable, 60 000 litres de biodiesel, et 100 000 litres d'e-méthanol, carburant alternatif au fioul lourd pour le transport maritime.
D'après un rapport d'IHS Markit, la demande de carburants bas carbone devrait doubler en France entre 2023 et 2035, mais la production n'augmenterait que de 30 % selon l'état des projets alors annoncés. La situation serait particulièrement tendue pour les carburants d'aviation durables. Pour remplir les objectifs fixés par l'Union européenne, la demande prévue dépasserait la production de la France d'au moins quatre millions de tonnes de biocarburants en 2035. Les limites de la disponibilité de la biomasse ont amené le gouvernement à déterminer des priorités : électrifier les usages partout où cela est possible et orienter le développement des biocarburants vers les secteurs où les alternatives sont peu nombreuses, soit dans l'aviation, le secteur maritime et, dans une moindre mesure, les poids lourds, les machines agricoles et certains engins de BTP.

### Bilan économique et intérêt géostratégique des biocarburants
Les biocarburants représentent :
- une source supplémentaire de carburant, favorable à l'indépendance énergétique et, éventuellement, substitut au pétrole qui se raréfie ;
- un débouché agricole et une activité agroindustrielle nouvelle, séduisante en période de crise économique.

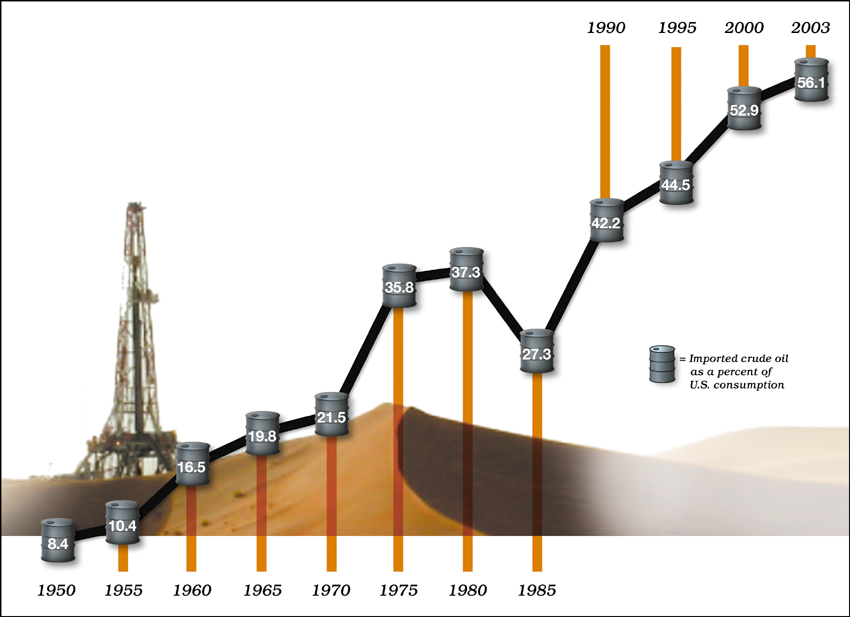
Évolution de la part importée dans la consommation totale de pétrole aux États-Unis.

Les différentes filières d'agrocarburants peuvent stimuler l'activité agricole. Les récentes périodes de relative surproduction de produits agricoles et de baisse des prix ont conduit les milieux agricoles à promouvoir et demander des mesures gouvernementales en faveur de cette production. Cette stimulation dépend des conditions sur le marché des produits agricoles : en sens inverse, la fin de la période de prix anormalement bas a été un signal très négatif pour les agrocarburants.

#### Coût pour le consommateur
Selon un rapport de la Cour des comptes présenté le 24 janvier 2012, la politique française d'aide aux agrocarburants serait supportée essentiellement par les consommateurs. Entre 2005 et 2010, ceux-ci auraient « déboursé trois milliards d'euros de plus » pour inclure dans leur consommation environ 2,5 % de carburant d'origine végétale.
Selon Forbes, aux États-Unis, l’éthanol n'a été moins cher que l'essence par unité d'énergie que 5 % du temps entre 1982 et 2022.

#### Possibilité de remplacement des énergies fossiles
En théorie, les biocarburants seraient techniquement capables de produire la totalité de l'énergie consommée par l'humanité. En effet, la consommation mondiale d'énergie (en 2007) est de l'ordre de 400 exajoules, soit 1014 kWh[réf. incomplète]. La productivité la plus élevée pour un biocarburant de première génération est celle du palmier à huile, qui atteint 5 000 L/ha/an, avec une densité d'énergie de 10 kWh/L. Il faudrait donc 20 millions de kilomètres carrés de palmier à huile pour assurer notre autonomie énergétique. C'est beaucoup (deux fois et demie le Brésil), mais en aucun cas impossible. D'autant plus que dans le futur des progrès très importants sont attendus de la recherche : conversion en carburant de la totalité de la plante (deuxième génération) ; production en réacteurs pour ne pas consommer de terres agricoles (troisième génération) ; augmentation du rendement de la photosynthèse par enrichissement de l'air en dioxyde de carbone… En fait, la limite est le rendement de conversion de l'énergie solaire en biomasse par la photosynthèse, qui est de l'ordre de 2 % sans enrichissement de l'air en dioxyde de carbone. Si on récupérait la totalité de cette énergie, il suffirait de moins d'un million de kilomètres carrés pour assurer l'autonomie énergétique de la planète, soit seulement deux fois la France.
Une grande partie de la production pétrolière a lieu dans des pays dont il serait imprudent de dépendre excessivement : Irak, Nigeria, Iran, etc. et les trois principales crises pétrolières sont le fruit d'une crise politique. En outre, on sait que le pétrole s'épuise. Les biocarburants permettent aux pays qui les produisent de devenir moins dépendants sur le plan énergétique,. À l'échelle locale, la production et l'autoconsommation d'agrocarburants (huile végétale carburant par exemple) permettent une autonomie énergétique des agriculteurs.
En 2003, le biologiste Jeffrey Dukes a calculé que les énergies fossiles brûlées en un an (1997) provenaient d’une masse de matière organique préhistorique qui représentait plus de 400 fois l'énergie qui à l'inverse se fixe et s'accumule naturellement dans le même temps sur la planète,. L'interprétation de ce résultat est que la nature non gérée (forêt primaire) accumule le carbone avec une extrême lenteur, alors que la culture de plantes énergétiques fournit de grandes quantités de carbone renouvelable évitant de rejeter du carbone fossile.
Dans le même article, Dukes estime que le remplacement des carburants fossiles par une combustion de végétaux actuels correspondrait au moins à 22 % de la production végétale terrestre (y compris des végétaux marins), augmentant ainsi de 50 % l'appropriation de cette ressource par l'homme.
Dans le cas de la France, par exemple, Jean-Marc Jancovici calcule que, compte tenu des consommations intermédiaires par l'activité agricole et pour les productions actuellement maîtrisées (colza, betterave, etc.), la production des 50 Mtep actuellement utilisés pour les transports sous forme de biocarburants nécessiterait une surface agricole supérieure à la surface totale du pays (sachant que la surface agricole utile en représente environ la moitié, et décroît). Il en conclut que « les biocarburants sont donc un intéressant problème de politique agricole, mais un élément négligeable d'une politique énergétique »[réf. incomplète].
Ces analyses présentent évidemment des limites, et on peut espérer que les progrès des biocarburants, notamment le passage à la seconde et surtout la troisième génération, augmentent la production nette par unité de surface (variétés de végétaux moins exigeantes en consommations intermédiaires, plus productives, sur une période plus longue de l'année, etc. ; les algocarburants, notamment, ne nécessitent ni eau douce ni terre cultivable) ou que la valorisation des coproduits suffise à justifier la culture, mais en l'état actuel les agrocarburants ne peuvent être qu'un appoint.
Il ne faut pas en conclure que ces raisons s'opposent définitivement aux biocarburants ; un monde fonctionnant aux énergies renouvelables devrait consommer bien moins et de façon plus efficace, ce qui leur laisse une place. Des études prenant en compte d'autres cultures et d'autres modes de production agricoles ont conclu que la bioénergie pourrait assurer une part significative de nos besoins en déplacement. Les conditions nécessaires à ce scénario seraient des mesures importantes d'efficacité énergétique et un passage vers une agriculture locale peu consommatrice d'énergie.
Une étude publiée par l'International Council on Clean Transportation le 26 février 2014 estime le potentiel technique de production de biocarburants à partir de déchets urbains, agricoles et forestiers en Europe à 16 % des carburants routiers consommés en Europe en 2030 et les économies d'émissions de gaz à effet de serre peuvent atteindre 60 % sur l'ensemble du cycle de vie.

## Bilan environnemental
En Europe, en application de la directive 2009/28/CE sur les énergies renouvelables, transposée en droit français en 2011, les biocarburants, pour être certifiés durables, doivent répondre à des « normes de durabilité, » contrôlées, soit par les États membres, soit dans le cadre de mécanismes volontaires soumis à l’approbation de la Commission européenne, au nombre de sept en octobre 2011 ; ISCC, Bonsucro EU, RTRS EU RED, RSB EU RED, 2BSvs, RSBA et Greenergy,.
Le bilan environnemental des biocarburants comporte généralement trois aspects principaux :
- le bilan d'économie réelles d'énergie fossile et de réduction des gaz à effet de serre (GES), ces deux questions, bien que distinctes, étant très liées ; en Europe, pour être dit durable, « les émissions de gaz à effet de serre sur l'ensemble de la chaîne de production doivent être inférieures d'au moins 35 % à celles de la chaîne de production des combustibles fossiles. Ce seuil sera relevé progressivement »[31] et les régimes ou mécanismes reconnus et leurs rapports d'évaluation seront publiés sur la plateforme Transparency[102] ;
- les impacts environnementaux des cultures (eau, sol, déforestation, destruction d'habitats dont tourbières et zones humides, végétaux non indigènes, biodiversité, etc.) ;
- la pollution due aux moteurs lors du remplacement de carburant pétrolier par un biocarburant.

### Bilan carbone, économies énergétiques et émission de gaz à effet de serre
Si la combustion (et, dans une moindre mesure, la production) des carburants participe aux émissions de gaz à effet de serre (GES), le carbone émis lors de la combustion de biocarburants (filière huile ou filière éthanol) provient de plantes (palme, colza, maïs, blé, bois, etc.) qui l'ont préalablement fixé via la photosynthèse. On reste donc dans un cycle court du carbone, et donc des processus renouvelables avec un bilan carbone stable (sans émissions supplémentaires de gaz à effet de serre) à condition de savoir rester à surface agricole inchangée.
Mais la production de ces biocarburants requiert un travail mécanique, donc une consommation de carburant, et des procédés agronomiques, eux aussi de nature à produire des GES comme le N2O. Pour mesurer le gain en termes d'émission de GES, il convient de faire le bilan énergétique de la production d'agrocarburants. Ainsi, il faudrait environ une tonne d'équivalent pétrole (pas nécessairement d'origine fossile) pour arriver à produire trois tonnes d'équivalent diester ce qui dégage un rendement largement positif.
Une étude de la Commission européenne publiée en mars 2016 et reprise par l’ONG Transport et Environnement montre que la plupart des biocarburants, loin d’être vertueux pour le climat, émettent en fait plus de gaz à effet de serre que les combustibles fossiles ; ceci concerne surtout le biodiesel : un litre de biodiesel émet 1,8 fois plus de gaz à effet de serre en moyenne qu'un litre de gazole fossile ; plus en détail, le litre de biodiesel issu du colza représente 1,2 fois plus d’émissions que le litre de gazole, celui produit à base de soja deux fois plus, et celui à base d'huile de palme trois fois plus. Le bilan très négatif de l'huile de palme s'explique surtout par le changement d’affectation des sols : sa production est la cause principale de déforestation dans les forêts d'Asie du Sud-Est. Encore faut-il savoir faire la part de ce qui est transitoire et récurrent, photosynthétique et fossile.
Selon un sondage réalisé en 2007 par l'Union internationale pour la conservation de la nature et la Banque mondiale auprès d’experts et de décideurs du secteur climatique, les biocarburants de première génération sont au 18e rang (avec 21 %) des technologies pouvant diminuer les émissions de gaz à effet de serre dans l'atmosphère, alors que les biocarburants de seconde génération sont au 7e rang (avec 43 %).
Dans une étude publiée dans Natural Resources Research, les chercheurs David Pimentel et Tad Patzek concluent « qu'il n'y a aucun bénéfice énergétique à utiliser la biomasse des plantes pour fabriquer du carburant », au terme d'un calcul tendant à montrer que l'énergie globale nécessaire à la production d'éthanol à partir de maïs, à la production du bois et à celle de biodiesel à partir de soja ou de tournesol est pour chacun de ces cas supérieure de 27 à 118 % à l'énergie produite. Il est donné pour cela des quantités d'énergie dépensées à la fabrication et lors du conditionnement, transport et épandage des pesticides et des engrais, à la fabrication des outils agricoles, au drainage, à l'irrigation ainsi que l'énergie dépensée par les travailleurs eux-mêmes en dehors de leur travail. Cette étude a été néanmoins dénoncée par l'ADEME comme fortement biaisée par les hypothèses prises et l'interprétation des résultats. Les postes de dépenses énergétiques sont par exemple non vérifiables ou s'appuient sur des techniques obsolètes. D'autre part, il faut tenir compte dans le calcul des émissions de CO2 par les carburants fossiles du bilan énergétique de leur extraction, de leur transport et de leur raffinage.
En France, l'Agence de l'environnement et de la maîtrise de l'énergie (ADEME) et le Réseau Action Climat ont publié des études sur l'intérêt des agrocarburants pour réduire les émissions de gaz à effet de serre.
L'ADEME a réalisé une synthèse des différentes études, en normalisant les résultats. La conclusion du rapport de synthèse de 2006 est :

« Alors que les résultats publiés sont radicalement différents et donnent lieu à des conclusions opposées, les résultats normalisés permettent de tirer une conclusion commune aux trois études : l’éthanol et le biodiesel permettent tous deux de réduire la dépendance aux énergies non renouvelables par rapport aux carburants fossiles. En ce qui concerne les GES, les indicateurs publiés soulignent les mêmes bénéfices des agrocarburants par rapport aux carburants fossiles ». »

La valorisation effective des coproduits (par la filière éthanol cellulosique ou par méthanisation par exemple) permettra d'améliorer considérablement ce bilan. Les conclusions d'un rapport du Department for Transport britannique vont dans le même sens, tout en soulignant cependant l'impact environnemental non négligeable du développement des filières classiques en zone tropicale. Ces impacts peuvent, selon l'ONG Via Campesina, conduire à rendre les agrocarburants pires que le pétrole qu'ils remplacent.
Cependant, une étude de 2007 de Paul Josef Crutzen et al. avance que l'usage des agrocarburants issus des cultures de colza et de maïs pourrait en fait augmenter l'effet de serre,. Selon ces auteurs, l'augmentation des émissions de protoxyde d'azote, dus à l'usage d'engrais azotés pour la production d'agrocarburants à partir de ces cultures, pourrait avoir un effet plus défavorable sur l'effet de serre que la réduction de la production de CO2 à cause de la persistance du protoxyde d'azote dans l'atmosphère. Selon Crutzen, les émissions de protoxyde d'azote auraient été sous-estimées jusqu'à présent. D'après les auteurs de cette étude, la production d'huile de palme ou d'éthanol cellulosique basé sur des plantes pérennes semblent ainsi plus adaptée à un objectif de réduction des gaz à effets de serre[source insuffisante].
Selon le Réseau Action Climat, dans une étude publiée en mai 2006, les résultats de la filière éthanol présentent une économie énergétique limitée, très relative pour l'ETBE, voire négative pour l'éthanol de blé, et permettent quelques économies de GES. Toujours selon la même étude, la filière oléagineuse est plus intéressante, surtout en ce qui concerne l'huile pure. Le bilan énergétique ainsi que le bilan carbone seraient bien meilleurs quand on adapte le moteur à l'huile végétale pure (moteur Elsbett, par exemple) plutôt que d'adapter l'huile végétale (transformation chimique en biodiesel, processus lourd) à des moteurs conçus pour fonctionner avec des dérivés du pétrole, à plus forte raison si l'on préfère des plantes pérennes implantées dans des zones où elles n'entrent pas en concurrence avec d'autres. Des plantes pouvant se développer en zone aride (Jatropha curcas, Pongamia pinnata ou Madhuca longifolia) pourraient présenter de bien meilleurs résultats.[réf. souhaitée]
| Essence classique                    | Éthanol de blé                           | Éthanol de maïs                          | Éthanol de betteraves                    | ETBE                                  | Ester méthylique d'huile de colza (EMHV)   | Huile brute de colza                                                 |
| ------------------------------------ | ---------------------------------------- | ---------------------------------------- | ---------------------------------------- | ------------------------------------- | ------------------------------------------ | -------------------------------------------------------------------- |
| - EE = 0,87 - IES= 85,9 g éq CO2/MJ. | - EE = 1,35 - IES environ 47 g eq CO2/MJ | - EE = 0,98 - IES environ 65 g éq CO2/MJ | - EE = 1,25 - IES environ 59 g éq CO2/MJ | - EE = 0,93 - IES de 75,2 g éq CO2/MJ | - EE = 2,23 - IES environ 25,8 g éq CO2/MJ | - EE = 3,80 - IES de 4 à 10,5 g éq CO2/MJ contre 79,3 pour le gazole |
| IES comparé à l'essence ordinaire :  | 55 %                                     | 76 %                                     | 69 %                                     | 88 %                                  | 33 %                                       | 9 %                                                                  |

|                                     | Éthanol de blé                            | Éthanol de betteraves                     | Ester méthylique d'huile de colza (EMHV) | Huile brute de colza                                                 |
| ----------------------------------- | ----------------------------------------- | ----------------------------------------- | ---------------------------------------- | -------------------------------------------------------------------- |
|                                     | - EE = 1,06 - IES 79,1 à 97,2 g éq CO2/MJ | - EE = 1,14 - IES 67,0 à 76,6 g éq CO2/MJ | - EE = 1,66 - 49,6 à 63,2 g éq CO2/MJ    | - EE = 1,88 - IES 51,2 à 69,8 g éq CO2/MJ contre 79,3 pour le gazole |
| IES comparé à l'essence ordinaire : | 98 %                                      | 83 %                                      | 71 %                                     | 76 %                                                                 |

L'utilité des agrocarburants dépend ainsi de façon importante
- de la filière choisie (huile ou éthanol) et
- de la valorisation effective des coproduits, d'où l'importance de leur trouver des débouchés, notamment pour les tourteaux de colza et de tournesol[118].

Selon le ministère de l'Économie et des Finances français, deux principaux agrocarburants sont utilisés à l'heure actuelle : l'ETBE (éthyle tertio butyle éther, à partir de l'éthanol) pour les véhicules essence (90 % de la consommation d'agrocarburants en France) et l'EMHV (biodiesel ou Diester) pour les véhicules diesel. Côté éthanol, l'ETBE reçoit la préférence du ministère par rapport à l'E85, plus riche (85 %) en éthanol : « Au plan technique, l'ETBE est la meilleure façon d'incorporer de l'éthanol au carburant, grâce à son indice d'octane élevé autant qu'à sa faible volatilité. Cette conclusion technique fait l'objet d'un consensus dans les milieux professionnels ». Ce qui amène le Réseau Action Climat à dire : « Le plan gouvernemental ambitieux et coûteux qui prévoit de remplacer 7 % des carburants pétroliers par des agrocarburants d’ici 2010 diminuerait les émissions de GES des transports routiers de moins de 7 % (alors que les transports routiers en France ont vu leurs émissions de GES augmenter de 23 % depuis 1990) ».
Par souci de transparence, la commission européenne, a aussi proposé en octobre 2012, un affichage des valeurs de CAS indirects (conformément à deux directives européennes), et une limitation de la contribution des biocarburants de première génération à l'atteinte des objectifs d'incorporation d'énergies renouvelables dans les transports, tout en encourageant des biocarburants de seconde génération (à partir de biomasse non alimentaire telles que déchets agroalimentaires dont les émissions totales restent bien inférieures à celles des combustibles fossiles et n'interfèrent pas ou peu avec la production alimentaire mondiale ; il existe un risque de priver les sols de matière organique naturelle).
En France, le commissariat général au développement durable (CGDD) a publié en 2013 un nouveau document qui prend cette fois en compte les conséquences du développement des biocarburants sur l'occupation des sols et notamment sur ses changements, qui peuvent générer d'importantes émissions de GES ou détruire des puits de carbone importants et affecter la biodiversité, dans des proportions qui ont fait l'objet de débats scientifiques et politiques de 2009 à 2012. Cette étude confirme que les changements d'affectation des sols indirects sont encouragés par les mécanismes de marché et qu'ils ont une importance qui a été confirmée en France en 2012 par au moins deux études (Analyse du cycle de vie conséquentielles, modèles économiques), confirmant les études,, et premières conclusions de la Commission européenne (CE) sur le mauvais bilan des agrocarburants, mais ils ne sont pas encore pris en compte par la méthodologie européenne de calcul des émissions de gaz à effet de serre des biocarburants. Une étude de l'ONG européenne Transport & Environnement publiée le 25 avril 2016 et se fondant elle-même sur une étude commandée par l'Union européenne conclut également que les biocarburants émettent plus de gaz à effet de serre que les combustibles fossiles en raison des changements d'affectation des sols.

### Impacts sur la forêt, la biodiversité, la ressource eau et les sols

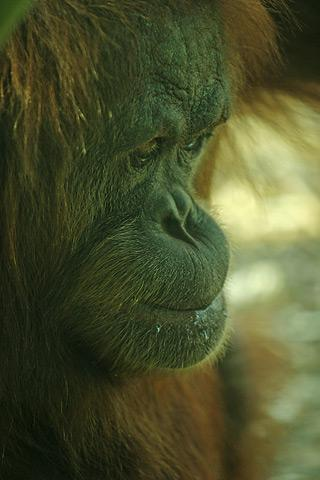
Le développement exponentiel des cultures de palmier à huile en Malaisie et en Indonésie et la destruction corrélative des forêts constituent une grave menace pour l'orang-outan, une espèce au bord de l'extinction.

Une part majeure des agrocarburants sont cultivés sur des zones spécifiquement déforestées pour de nouvelles mises en culture, en particulier pour l'éthanol au Brésil ou la production de palmiers à huile en Asie du Sud-Est. Une étude récente (A calculation of the EU bioenergy land footprint) de l'université de Vienne, basée sur les données mondiales et européennes disponibles, ainsi que sur des modèles prospectifs, a confirmé en 2014 des travaux antérieurs de la DG Environnement montrant que les agrocarburants utilisés en Europe accélèrent : « L'empreinte mondiale provoquée par la demande européenne en bioénergie équivalait en 2010 à la taille de la Suède » ; et la déforestation croît dans le monde à cause de la demande européenne en agrocarburants, avec une situation qui empire. « D'ici 2030, l'utilisation de biocarburants en Europe devrait entraîner la destruction de 70,2 millions d'hectares d'espaces naturels ». Ces carburants importés en Europe proviennent principalement d'Amérique du sud et d'Asie, mais aussi en moindres quantités des États-Unis (« les exportations de granulés de bois américains ont presque doublé (en 2013) pour atteindre près de 3 millions de tonnes ; 98 % de ces exportations ont été livrées en Europe », Une enquête du Wall Street Journal ayant montré en 2013 qu'il existe aux États-Unis des États dépourvus de réglementation pour la production de pellets, où des coupes rases illégales, dont en zone humide sont destinées à alimenter la filière biomasse/pellets en Europe ), de l'Inde et du Sud de l'Amérique du Sud. Si cette stratégie se poursuit, en 2030, elle causera la destruction de 70,2 millions d'hectares de forêts (« trois fois la taille du Royaume-Uni ») ; selon l'Institut pour une politique européenne de l'environnement (IEEP), l'International Institute for Sustainability Analysis and Strategy, l'Institut européen des forêts et Joanneum Research, la demande prévue en biomasse ligneuse dépassera l'« approvisionnement durable » avant 2030. Pour l'Europe, l'IEEP a conclu que seuls 1,3 million d'hectares de terres en Europe peuvent être consacrés aux cultures énergétiques sans devoir déplacer la production alimentaire ou endommager des habitats patrimoniaux précieux.
La production d'agrocarburants demande en outre les moyens de la production agricole ou agrosylvicole intensive en termes d'engrais et de pesticides. Dans une étude parue dans Bioscience, les chercheurs Marcelo Dias de Oliveira et al. (université d'État de Washington) concluent que la filière éthanol à partir de canne à sucre réduit la biodiversité et augmente l'érosion du sol.
Dukes estime que le remplacement des carburants fossiles par une combustion de végétaux actuels correspondrait au moins à 22 % de la production végétale terrestre (y compris des végétaux marins), augmentant ainsi de 50 % l'appropriation de cette ressource par l'homme, et pourrait compromettre la survie des autres espèces qui en dépendent.
Tyler Volk, professeur du Earth Systems Group du département de biologie de l'université de New York, estime que « la production massive d'éthanol pourrait augmenter la pression sur les terres cultivables, faire monter les prix de la nourriture et accélérer la déforestation ».
Le caractère durable de la production des agrocarburants peut être mis à mal si elle est réalisée de manière non durable : épuisement des sols, pollution des eaux et destruction de milieux naturels pour cette production. Selon les estimations de Les Amis de la Terre, la plantation de palmiers à huile a été responsable de 87 % de la déforestation en Malaisie entre 1985 et 2000. Quatre millions d’hectares de forêts ont ainsi été détruits à Sumatra et Bornéo. Six millions d’hectares en Malaisie et 16,5 millions en Indonésie sont voués à disparaître. Selon certains écologistes, la menace est sérieuse.
D'après le Global Canopy Programme, regroupant les leaders scientifiques sur le sujet des forêts tropicales, la déforestation est l'un des principaux responsables des émissions de gaz à effet de serre. Avec 25 % des émissions totales, elle n'est devancée que par l'énergie, mais se place bien au-dessus des transports (14 %).
Plusieurs articles récents, dénoncent dans les agrocarburants un mirage qui ferait perdre de vue l'essentiel : stopper la déforestation et diminuer la consommation de carburant. Un danger est que la production d'agrocarburants ne fasse qu'accompagner une consommation croissante de carburant, les législations se bornant à en faciliter l'approvisionnement sans intégrer de critères de soutenabilité (« Jasmin Battista, membre du cabinet du commissaire chargé de l'énergie, Günther Oettinger, a confirmé que la mise en place de critères pour évaluer le développement durable serait reportée à l'après-2020. Les États producteurs de biomasse, dont la Finlande et la Suède, sont réputés pour s'être farouchement opposés à des règles strictes pour comptabiliser l'émission de carbone ».
Plus de dix ans après ces alertes, les pays entament des actions concrètes contre ces agrocarburants ayant des impacts directs ou indirects sur l'environnement et la biodiversité :
- En France, après quelques péripéties parlementaires, l'huile de palme sera exclue dès 2020 de la liste des biocarburants, fermant ainsi les aides fiscales à l'huile de palme dans les carburants[réf. souhaitée];
- L'UE a annoncé des objectifs plus contraignants pour l'énergie renouvelable, dont l'interdiction de l'huile de palme[141].

### Biocarburants et qualité de l'air
La combustion du bioéthanol produit davantage d'aldéhydes que l'essence, mais ceux du bioéthanol sont moins toxiques (acétaldéhydes contre formaldéhydes pour l'essence). Selon Mark Jacobson de l'université Stanford, la combustion de l'éthanol entraîne la formation d'oxydes d'azote et de composés organiques volatils (COV) qui réagissent pour former de l'ozone, principal responsable de la formation du smog. « Une hausse même modeste de l'ozone dans l'atmosphère peut être à l'origine d'une augmentation des cas d'asthme, d'un affaiblissement du système immunitaire. Selon l'Organisation mondiale de la santé, plus de 800 000 personnes meurent prématurément, annuellement dans le monde, à cause de l'ozone et de la pollution atmosphérique. » - « Finalement, l'incidence des cancers liés à l'E85 serait similaire à ceux liés à l'essence. Par ailleurs, dans certaines régions du pays, l'utilisation du E85 aurait pour conséquence d'augmenter la concentration en ozone, un parfait ingrédient du brouillard ».
Une étude publiée début 2013 par des chercheurs de l'université de Lancaster montre également que la production d'énergie à partir de la biomasse ligneuse émet davantage d'isoprène que les plantes traditionnelles. Or cette molécule combinée avec d'autres polluants atmosphériques (tel que l'oxyde d'azote), produit de l'ozone, polluant de l'air dangereux pour la santé.

## Bilan socioéconomique
À l'exception des algocarburants, la production d'agrocarburants augmente la demande de produits agricoles, avec deux effets principaux :
- déplacement éventuel de la production, de l'alimentation vers l'industrie, dont certains estiment (voir infra) que cela pourrait provoquer une hausse des prix alimentaires, voire une pénurie alimentaire, avec des conséquences sociales ;
- augmentation de la demande de terres cultivées : hausse des prix, mise en culture de désert (pour les espèces oléagineuses envisagées dans ces zones), déforestation…

### Concurrence avec la production alimentaire
Certains comme Jean Ziegler, ancien rapporteur de l’ONU pour le droit à l’alimentation, considèrent que toute production agricole doit, par principe, être alimentaire, pour maintenir des prix les plus bas possible, au risque sinon de graves conséquences sociales. En proposant à l’ONU un moratoire de cinq ans sur la production des biocarburants, il a affirmé que « consacrer des terres agricoles fertiles à la production de denrées alimentaires qui seront ensuite brûlées pour fabriquer du biocarburant constitue un crime contre l’humanité ».

#### Utilisation de terre arable
En plus de la réduction actuelle des terres arables disponibles, la perspective de voir de nouvelles terres victimes de déforestation (avec les risques d'érosion mentionnés ci-dessus) ou des terres actuelles soustraites à la production alimentaire pour la production d'agrocarburants suscite des oppositions.
C'était pourtant un des buts de la production de biocarburants : trouver un débouché pour une production qui ne trouvait pas place sur un marché agricole déprimé, en termes de prix. Mais « l'image des montagnes de beurre, de viande et de céréales stockées sans espoir de trouver acheteur » appartient au passé. et la Commission européenne a décidé la suppression des quotas et des jachères de la politique agricole commune[réf. souhaitée].
En général, le développement de l'activité agricole, au détriment des espaces naturels, pose des problèmes environnementaux. Par exemple en Indonésie, pour le développement de la production de l'huile de palme pour l'industrie agroalimentaire et la chimie organique, les forêts millénaires (tourbières) sont brûlées (se consumant parfois pendant des mois) pour être transformées en terres agricoles (les sols de l’Indonésie concentrent 60 % de la tourbe mondiale[réf. nécessaire]). En tenant compte de ces rejets, l'Indonésie serait devenue le troisième émetteur de carbone après les États-Unis et la Chine.
La demande en agrocarburants participerait à la colonisation humaine massive de l'ensemble des espaces disponibles. Pour autant, les biocarburants ne sont pas le principal moteur de cette évolution et leur abandon ne suffirait pas à la prévenir.

#### Hausse des prix agricoles
Après une longue période de baisse, le prix des aliments a fortement augmenté en 2007, et les biocarburants ont été accusés d'en être la cause principale au niveau mondial.
Par exemple, le prix de la tortilla, aliment de base en Amérique latine, a flambé au Mexique : le gouvernement mexicain en avait fait porter le blâme sur les exportations du maïs vers les États-Unis où il est utilisé pour produire de l'éthanol,,,,, même si la hausse des prix de la tortilla mexicaine reste principalement imputable au contexte économique et politique (position monopolistique du principal producteur de tortillas au Mexique et libération des prix, préalablement fixés par l'État).
Les biocarburants ont pu jouer un rôle ; c'était d'ailleurs un des buts de cette politique que d'offrir un débouché agricole à des productions et, ainsi, maintenir les prix. Néanmoins l'enchaînement des causes est plus compliqué et fait jouer bien d'autres facteurs.
Par exemple, selon un rapport de la Banque mondiale sur l'évolution des prix alimentaires entre 2002 et 2008, près de 75 % de leurs hausses serait imputable aux mouvements financiers spéculatifs utilisant les politiques de soutien aux agrocarburants dans l'Union Européenne et aux États-Unis. Ces opérations financières ont effrayé bon nombre de pays en développement qui ont alors interdit les exportations de produits alimentaires, entraînant par la suite une escalade des prix. Le reste de la hausse est principalement imputable à la hausse des prix du pétrole[réf. nécessaire].
Se fondant sur le fait que le programme de développement des agrocarburants au Brésil n'a pas entraîné de hausse des prix, ce rapport recommande la suppression des politiques d'aides aux agrocarburants ainsi que celle des barrières douanières empêchant l'importation d'agrocarburants d'Afrique et d'Amérique du Sud comme moyen de conjuguer culture des agrocarburants et stabilité des prix agricoles mondiaux.
Stephan Tangermann, directeur de l’agriculture à l'Organisation de coopération et de développement économiques tempère cette analyse car il estime qu'il est « très difficile de mesurer le pourcentage de tous les facteurs sur la hausse des prix » cependant il précise que « Ce qui est sûr, c'est que 60 % de la hausse [Nota : on parle ici de quantité, et non de prix] de la demande mondiale en céréales et huiles végétales entre 2005 et 2007 [période sur laquelle les prix ont explosé, ndlr] était due aux biocarburants ».
Cette hausse peut se répercuter sur le prix d'autres produits agricoles. Les experts de la Deutsche Bank estiment que cela sera le cas pour la viande bovine (le bétail est nourri au maïs). En Allemagne, où 16 % des surfaces de cultures sont actuellement destinées à la production d'agrocarburants, le prix du malt a doublé en 2006, entraînant une hausse du prix de la bière,.

#### Conséquences de la hausse des prix agricoles
Le prix des aliments est un paramètre spécialement important dans les pays pauvres, et leurs dirigeants veulent que ces prix restent les plus bas possibles. « Les ministres de l'Économie et des Finances des pays africains, réunis à Addis-Abeba les 28, 29 et 30 mars, n'ont pu que constater que « l'augmentation des prix mondiaux des produits alimentaires présente une menace significative pour la croissance, la paix et la sécurité en Afrique », précise ainsi Courrier international.
Une des conséquences de la hausse des prix mondiaux de l'alimentaire est prévisible : une instabilité sociale et politique croissante dans les pays aux populations pauvres (l'alimentaire formant déjà et de loin le premier poste du budget de ces ménages). Des émeutes de la faim ont déjà éclaté en Haïti et dans plusieurs pays d'Afrique (Sénégal, Égypte, Côte d'Ivoire, Cameroun, Burkina Faso…).
Ces émeutes de la faim, annoncées dès 2006, sont amenées à se multiplier, faisant porter sur le développement des agrocarburants un prix géostratégique certain,.